# Champsodon atridorsalis
Champsodon atridorsalis är en fiskart som beskrevs av Akira Ochiai och Nakamura, 1964. Champsodon atridorsalis ingår i släktet Champsodon och familjen Champsodontidae. Inga underarter finns listade i Catalogue of Life.